# Kris Evans
Csaba Szigeti (Nagyatád; 2 de mayo de 1987), más conocido como Kris Evans, es un modelo, fisicoculturista y actor pornográfico gay húngaro. Fue uno de los actores más importantes de la productora pornográfica Bel Ami de la segunda década del siglo XXI. Tras su retirada de la pornografía en 2017, se dedicó al fisicoculturismo.

## Biografía
Nace en Nagyatás (Hungría) y trabajó como policía en su ciudad natal. 
Comenzó su carrera en 2006 en Bel Ami, pero fue en 2010 cuando se convirtió en una de sus máximas estrellas con la película Step by Step: Education of a Porn Star: Kris Evans, siendo además  nominado a los Premios AVN como mejor debutante. Volverá a ser nominado a los Premio Grabby un año después como mejor actor porno gay y en 2013, ganará junto a Mick Lovell el Premio Grabby a la mejor pareja por la película American Lovers 2. Su rol porno ha sido versátil, aunque con predomino del rol activo, sin embargo en 2014 incursionaría como pasivo en la película "Fucking Kris Series", realizando este rol en varios otros filmes después de este. 
Otras película importantes de su filmografía son CockyFriends, Belami 3D, primera película porno en 3D de la productora, y Forever Lukas, en la que sería el regreso puntual a la actuación del mítico actor Lukas Ridgeston. Además, en esta película realizaría su debut en el bareback.
Como modelo, ha posado para fotógrafos como Marc Spielberg o Paul van del Linde o el pintor Ross Watson.
En 2016 comienza a canalizar su actividad hacia el fisicoculturismo, participando en el FIBO 2016 celebrado en Colonia (Alemania), por lo que en 2017 abandona la industria del porno.
Según el portal Str8UpGayPorn, Kris Evans fue el segundo actor porno más buscado tras Alex Mecum en 2018.

## Filmografía selecta
- Step by Step: Education of a Porn Star: Kris Evans (2010)
- Cocky Friends  (2010)
- Drop Your Pants (2010)
- Kris and Dolph (2010)
- BelAmi 3D (2011)
- Irresistible (2012)
- Summer (2012)
- American Lovers 2 (2012)
- Forever Lukas (2013)
- Perfect Match (2013)
- Kinky and Kris (2014)
- Addicted to Kris (2016)
- Loving Kris (2017)
- Summer Break (2017)